# Спировский муниципальный округ
Спи́ровский муниципальный округ — административно-территориальная единица и одноимённое муниципальное образование (муниципальный округ) в центральной части Тверской области России.
Административный центр — посёлок Спирово.

## География
Площадь — 1497 км².

Округ расположен в центральной части области и граничит:
- на северо-востоке — с Максатихинским районом
- на востоке — с Лихославльским муниципальным округом,
- на юге — с Торжокским районом,
- на западе — с Вышневолоцким городским округом.

Основные реки — Тверца, Медведица, Осуга, Большая и Малая Тигма, Судомля, Тифина.

## История
Район образован 12 июля 1929 года в составе Тверского округа Московской области из частей бывших Вышневолоцкого и Новоторжского уездов Тверской губернии. В состав района вошли сельсоветы Алексеевский, Больше-Новищенский, Больше-Плосковский, Будиловский, Бухоловский, Вешкинский, Вожайновский, Выдропужский, Городецкий, Добрынский, Дубровский, Еремеевский, Захаровский, Карабихинский, Козловский, Краснознаменский, Матвеевский, Нагорненский, Ободовский, Овинниковский, Олехновский, Перховский, Раменский, Стешковский, Сухининский, Трубинский, Турбинский, Цирибушевский и Язвищенский.
30 июня 1931 года Больше-Новищенский, Больше-Плосковский, Будиловский, Еремеевский, Захаровский, Козловский, Овинниковский, Олехновский, Стешковский и Турбинский с/с получили статус карельских национальных.
25 сентября 1932 года был образован рабочий посёлок Спирово.
С 29 января 1935 года Спировский район в Калининской области.
В 1937 году из северной части района был образован Козловский район, существовавший до 1956 года.
5 апреля 2021 года Спировский муниципальный район и входящие в его состав городское и сельские поселения были преобразованы в Спировский муниципальный округ, как административно-территориальная единица район был преобразован в округ.

## Население
| 1939    | 1959    | 1970    | 1979    | 1989    | 2002    | 2006    | 2009    | 2010    |
| ------- | ------- | ------- | ------- | ------- | ------- | ------- | ------- | ------- |
| 19 040  | ↗26 169 | ↘20 396 | ↘16 737 | ↘15 412 | ↘13 805 | ↘13 200 | ↘12 523 | ↘12 203 |
| 2011    | 2012    | 2013    | 2014    | 2015    | 2016    | 2017    | 2018    | 2019    |
| ↘12 144 | ↘12 009 | ↘11 831 | ↘11 625 | ↘11 488 | ↘11 354 | ↘11 231 | ↘11 156 | ↘11 070 |
| 2020    | 2021    |         |         |         |         |         |         |         |
| ↘10 936 | ↘8758   |         |         |         |         |         |         |         |

По данным переписи 2002 года население составило 13 805 житель (6354 мужчины и 7451 женщина).

### Урбанизация
В городских условиях (Спирово) проживают 59,31 % населения муниципального округа.

### Национальный состав
По итогам переписи населения 2020 года проживали следующие национальности (национальности менее 0,1 % и другое, см. в сноске к строке «Другие»):
| Национальность | Численность, чел. | Доля     |
| -------------- | ----------------- | -------- |
| Русские        | 7687              | 87,77 %  |
| Карелы         | 441               | 5,04 %   |
| Чеченцы        | 170               | 1,94 %   |
| Украинцы       | 68                | 0,78 %   |
| Аварцы         | 56                | 0,64 %   |
| Цыгане         | 40                | 0,46 %   |
| Другие         | 296               | 3,37 %   |
| Итого          | 8758              | 100,00 % |

## Административно-муниципальное устройство
В Спировский район, с точки зрения административно-территориального устройства области, входили 5 поселений.
В Спировский муниципальный район, с точки зрения муниципального устройства, входили 5 муниципальных образований, в том числе 1 городское поселение и 4 сельских поселения:
| №        | Муниципальное образование (до 17.04.2021) | Административный центр | Количество населённых пунктов | Население (чел.) | Площадь (км²) |
| -------- | ----------------------------------------- | ---------------------- | ----------------------------- | ---------------- | ------------- |
| 1e-06    | Городские поселения:                      |                        |                               |                  |               |
| 1        | посёлок Спирово                           | посёлок Спирово        | 1                             | ↘5194            | 11,04         |
| 1.000002 | Сельские поселения:                       |                        |                               |                  |               |
| 2        | Выдропужское сельское поселение           | село Выдропужск        | 24                            | ↘856             | 218,14        |
| 3        | Козловское сельское поселение             | село Козлово           | 56                            | ↘1281            | 471,87        |
| 4        | Краснознаменское сельское поселение       | посёлок Красное Знамя  | 22                            | ↘1159            | 338,00        |
| 5        | Пеньковское сельское поселение            | деревня Пеньково       | 38                            | ↘1746            | 475,45        |

### Населённые пункты
Всего в районе на 2010 год насчитывается 140 сельских населённых пунктов и 1 посёлок городского типа.
Крупнейшие сельские населённые пункты (2010):
- д. Спирово, 552 жителей
- п. Красное Знамя, 537
- с.Выдропужск, 505
- д. Козлово, 411
- с. Пеньково, 387
- п.Новое Ободово, 281
- с. Матвеево, 250

## Транспорт

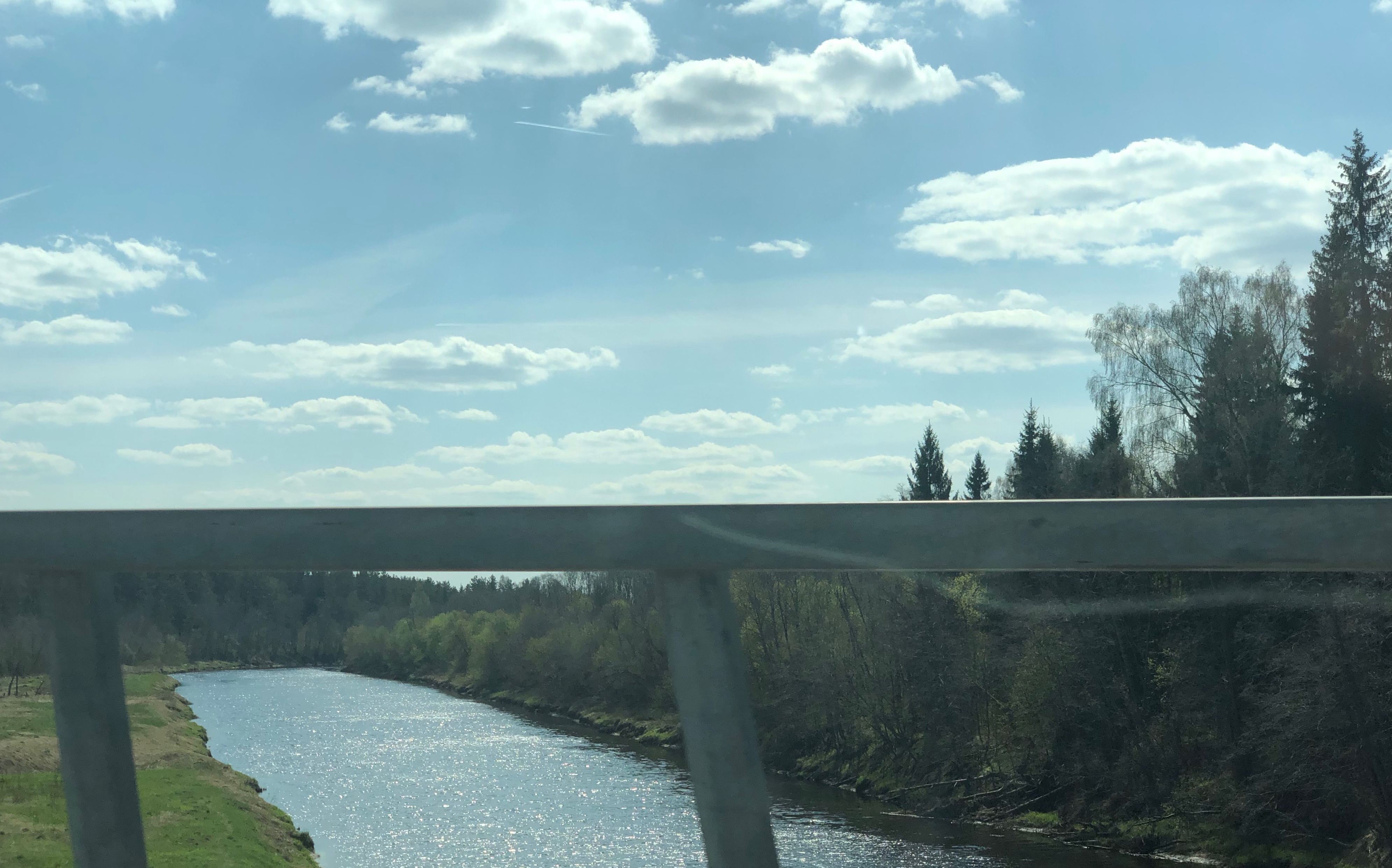
М11 мост через Тверцу

Через район проходят: автотрасса М10 (E 105 «Москва—Санкт-Петербург»), скоростная магистраль М-11 и главный ход Октябрьской железной дороги.

## Достопримечательности
- Церковь Смоленской иконы Божией Матери (1760 год) в селе Выдропужск.
- Церковь Спаса Нерукотворного Образа (1809 год) в деревне Дубровка
- Усадьба Старая Дубровка генерала 1812 года НМ Свечина
- Церковь Николая Чудотворца (1823 год) в селе Бабье.
- Церковь Введения во храм Пресвятой Богородицы (1834 год) в селе Козлово
- Храм во имя Георгия Победоносца и Великомученицы Варвары (1865—1869 гг.) в деревне Матвеево
- Успенская церковь Спировской киновии (1878 год) в посёлке Спирово (ныне утрачена)
- Церковь в честь Св. Мч. Веры, Надежды, Любови и матери их Софии (2005 год) в посёлке Спирово

## Известные люди
- Николай Алексеевич Кудряшов
- Антонов, Иван Петрович
- Сергей Георгиевич Бровцев
- Валентина Ивановна Гаганова
- Анатолий Иванович Синьков(1916)
- Антонов Иван Петрович (1920—1989) — участник Великой Отечественной войны, Герой Советского Союза (22.02.1943), мичман. Стрелок 160-й отдельной стрелковой роты Ленинградской военно-морской базы Балтийского флота.